# Sacubitril
Sacubitril è un farmaco antiipertensivo usato in combinazione con valsartan. La combinazione sacubitril/valsartan, che in fase sperimentale era conosciuta come LCZ696, 
consiste nell'associazione tra l'inibitore della neprilisina sacubitril e l'antagonista del recettore dell'angiotensina II, valsartan, in un rapporto molecolare di 1:1.
Il farmaco in Italia è venduto dalla società farmaceutica Novartis Farma con il nome commerciale di Entresto, per il trattamento dell'insufficienza cardiaca sintomatica cronica con ridotta frazione di eiezione, nella forma farmaceutica di compresse da 24 mg/26 mg, 49 mg/51 mg, 97 mg/103 mg.

## Farmacodinamica
Sacubitril è un profarmaco che inibisce la neprilisina (endopeptidasi neutra [NEP]) tramite il metabolita attivo sacubitrilat (già noto come LBQ657), comportando in tal modo un aumento dei livelli di alcuni pepdtidi, incluso i peptidi natriureutici. La reazione chimica avviene grazie a un processo di deetilazione catalizzato da una esterasi. Sacubitrilat inibisce l'enzima neprilisina, che è responsabile della degradazione del peptide natriuretico atriale (ANP) e del peptide natriuretico cerebrale (BNP), due peptidi che hanno come effetto la riduzione della pressione arteriosa, principalmente attraverso un meccanismo di riduzione del volume plasmatico (volemia). 
I peptidi natriuretici esercitano i loro effetti specialmente attivando alcuni recettori legati alla membrana cellulare e accoppiati all'enzima guanilato ciclasi: ciò causa un incremento delle concentrazioni del secondo messaggero, guanosina monofosfato ciclico (cGMP), il che determina vasodilatazione, natriuresi e diuresi. Inoltre si ha aumento della velocità di filtrazione glomerulare e del flusso ematico renale con inibizione del rilascio di renina e di aldosterone associati a riduzione dell'attività del sistema ortosimpatico e un'azione antiipertrofica e antifibrotica.
Nello studio PARADIGM-HF, sacubitril/valsartan si è dimostrato efficace nel diminuire il frammento N-terminale del pro peptide natriuretico cerebrale (NT-proBNP plasmatico). L'NT-proBNP, che non è un substrato della neprilisina (a differenza del BNP plasmatico) è un marcatore adeguato dell'insufficienza cardiaca. 
Lo studio PARADIGM-HF ha evidenziato come l'associazione sacubitril/valsartan fosse superiore al solo enalapril, riducendo il rischio di morte cardiovascolare e le ospedalizzazioni da insufficienza cardiaca.

## Farmacocinetica
Sacubitril/valsartan dopo somministrazione per via orale viene rapidamente assorbito dal tratto gastrointestinale e si dissocia in valsartan e nel profarmaco sacubitril. Sacubitril è ulteriormente metabolizzato a sacubitrilat (LBQ657), il metabolita attivo. La concentrazione plasmatica massima (Cmax) viene raggiunta nel giro di 2 ore. 
La biodisponibilità di sacubitril a seguito di somministrazione orale è approssimativamente del 60 (contro il 23% di valsartan) e non pare essere influenzata dalla contemporanea assunzione di cibo. 
Sacubitril ed il suo metabolita attivo altamente legati alle proteine plasmatiche, circa il 95%.
Nell'organismo sacubitril è rapidamente convertito a sacubitrilat mediante gli enzimi carbossilesterasi 1b e 1c. Dal momento che il metabolismo di sacubitril è mediato solo in minima parte dall’enzima CYP450 non si ritiene che la farmacocinetica possa essere influenzata dalla contemporanea somministrazione di sostanze o medicinali che hanno effetto sugli enzimi del CYP450, ad esempio succo di pompelmo, tè verde, fenitoina, amiodarone e molti altri. L'emivita di eliminazione di sacubitril è pari a 1,4 ore; quella del suo principale metabolita, sacubitrilat, è di 11,5 ore. 
L'eliminazione del farmaco avviene principalmente per via urinaria (circa il 60-65% per sacubitril, principalmente come LBQ657) ma una quota rilevante di sacubitril (circa il 40%) e dei suoi metaboliti sono escreti nelle feci.

## Usi clinici
Sacubitril/valsartan trova indicazione nei pazienti adulti per il trattamento dell’insufficienza cardiaca sintomatica cronica, caratterizzata da una ridotta frazione di eiezione. 
Il farmaco riduce il rischio di morte cardiovascolare e di ospedalizzazione per scompenso cardiaco nei pazienti con insufficienza cardiaca cronica (Classe NYHA II-IV) e ridotta frazione di eiezione. 
È generalmente somministrato in associazione ad altre terapie per lo scompenso cardiaco, in sostituzione agli ACE inibitori (gli ARBs non sono indicati nell'HFrEF). 

## Effetti collaterali e indesiderati
In corso di terapia si possono verificare ipotensione, iperkaliemia e compromissione della funzionalità renale, con incremento dei valori di creatinina.
Con frequenza minore sono state segnalate anche vertigini, cadute a terra, diminuzione dell'emoglobina, nausea, vomito e diarrea, reazioni di ipersensibilità (ad esempio angioedema, prurito ed eruzione cutanea) e tosse.

## Controindicazioni
Sacubitril/valsartan è controindicato nei soggetti con ipersensibilità nota al principio attivo oppure ad uno qualsiasi degli eccipienti della forma farmaceutica. Il farmaco è inoltre controindicato in soggetti con angioedema ereditario o correlato ad un precedente trattamento con ACE inibitore o ARB. Sacubitril/valsartan è inoltre controindicato nel secondo e terzo trimestre di gravidanza. 

## Dosi terapeutiche
Sacubitril/valsartan può essere assunto indipendentemente dai pasti, due volte al giorno. La dose iniziale raccomandata di sacubitril/valsartan è di una compressa da 49 mg/51 mg, due volte al giorno.
Questa dose può essere raddoppiata ogni 2-4 settimane, fino a raggiungere la dose ritenuta ottimale di una compressa da 97 mg/103 mg, sempre due volte al giorno, valutando la tollerabilità del paziente.

## Gravidanza e allattamento
L’associazione sacubitril/valsartan non è raccomandata nelle donne che si trovano nel primo trimestre di gravidanza, ed è controindicata nelle donne durante il secondo e terzo trimestre di gravidanza. 
Studi eseguiti su animali hanno mostrato, nel caso di sacubitril, una tossicità riproduttiva. 
Ad oggi non è noto se sacubitril/valsartan sia escreto nel latte materno. Studi su animali hanno messo in evidenza come sacubitril (oltre a valsartan) sia escreto nel latte di ratti che allattano.
Pertanto, in considerazione del potenziale rischio di reazioni indesiderate nei neonati allattati al seno, l'uso durante l'allattamento non è raccomandato. 
Una madre che assuma sacubitril/valsartan deve pertanto decidere se rinunciare all’allattamento al seno o, in alternativa, sospendere l'assunzione dell'antiipertensivo, assumendosi i rischi di una possibile recidiva di scompenso cardiaco. 

## Costo del trattamento
Il costo del trattamento per un anno di sacubitril/valsartan negli USA è stato stimato essere di 4.560 dollari per persona.In uno studio italiano del 2017 i pazienti trattati con sacubitril/valsartan avevano un incremento di costi, a carico del Servizio Sanitario Nazionale (SSN), pari a € 5362 comparati al costo di enalapril.